# Kunsthalle Bielefeld

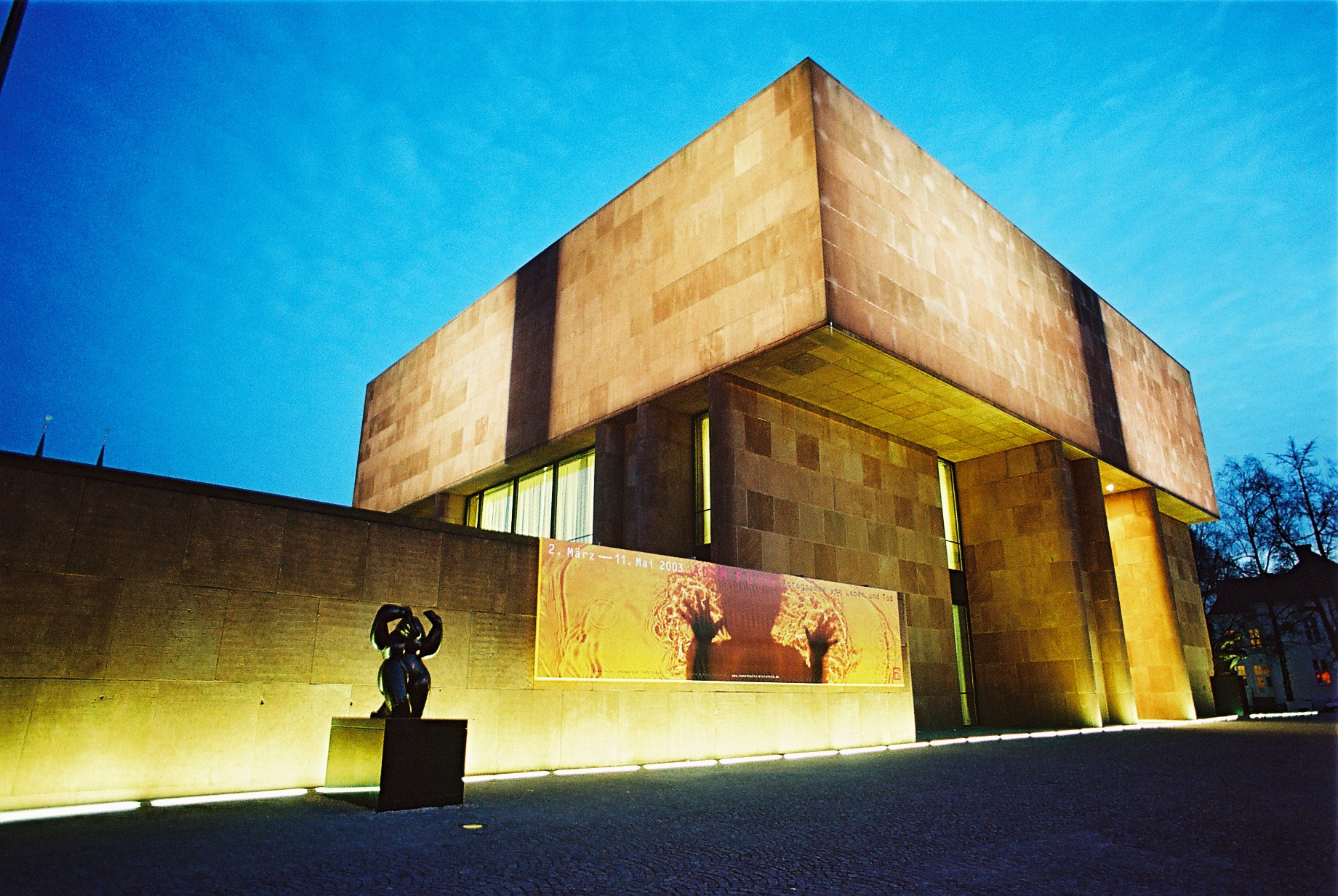
Kunsthalle Bielefeld de nit.

El Kunsthalle Bielefeld és un museu d'art modern i contemporani a Bielefeld, Alemanya. Va ser dissenyat per Philip Johnson el 1968 i pagat per l'empresari i mecenes d'art Rudolf August Oetker.

## Col·lecció i exposicions
Iniciat el 1950 amb una donació per Oetker i gradualment expandit fins al 1954 amb adquisicions municipals, els focus de col·lecció és l'Expressionisme, l'escultura internacional, i l'art contemporani. La col·lecció permanent presenta una varietat ampla d'art del segle xx, incloent-hi pintures de Pablo Picasso i Max Beckmann, feines del Blaue Reiter el grup i els moviments centrats en László Moholy-Nagy i Oskar Schlemmer, i art més recent dels anys 70 i 80. Hi ha un jardí d'escultures que presenta obres d'Auguste Rodin, Henry Moore, Richard Serra, Ólafur Elíasson i altres escultors moderns.
A la 50a Biennal de Venècia del 2003, la Kunsthalle va presentar el documental "Ilya und Emila Kabakov: Die Utopische Stadt. 1997-2003", que es va mostrar permanentment a la "Utopia Station Now!". Com a part de la seva sèrie d'exposicions d'importants col·leccions museístiques d'art del segle XX i XXI, la Bundeskunsthalle Bonn va presentar «La col·lecció desconeguda de Bielefeld el 2011.
El Kunsthalle també acull exposicions temporals per complementar la col·lecció permanent. S'han dedicat exemples recents a Emil Nolde, Rirkrit Tiravanija, i a l'artista local Peter Böckstiegel juntament amb Conrad Felixmüller. L'exposició de 1991 "El surrealisme de Picasso: 1925–1937", una de les cinc exposicions de Picasso de renom internacional el 1984, 1988, 1993 i 2011, va atreure 67.000 visitants; una exposició el 2007-2008, amb art de 1937 en diversos estils, en tenia 47.000.
El museu també ofereix visites guiades, activitats didàctiques per a nens i una biblioteca.

## Arquitectura

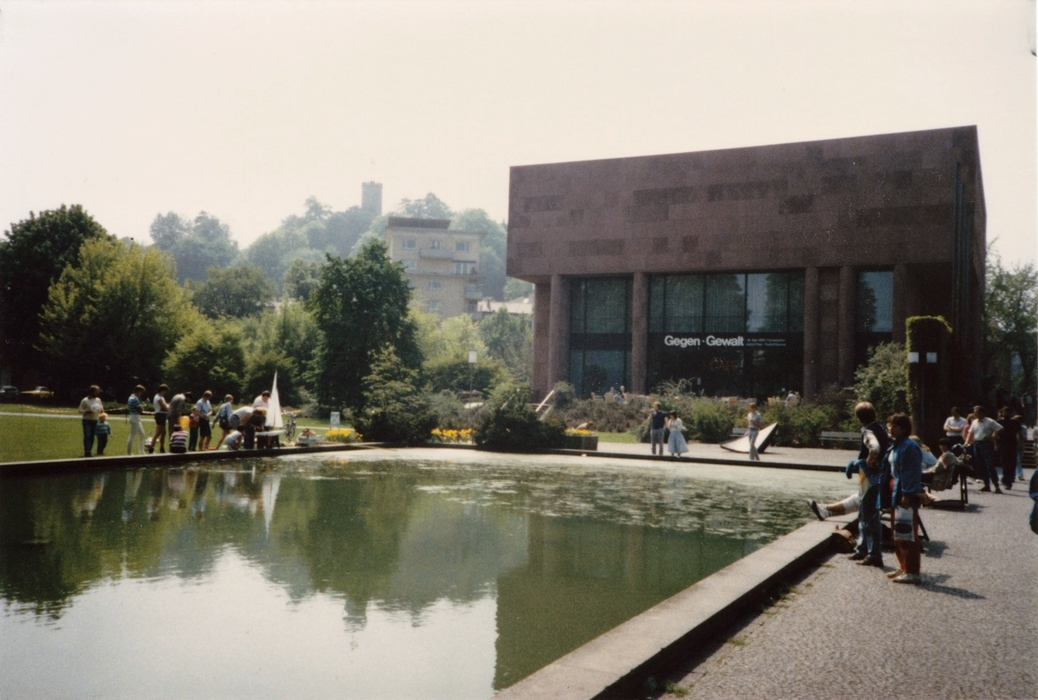
Antic estany d'aigua al jardí de les escultures (maig de 1985)

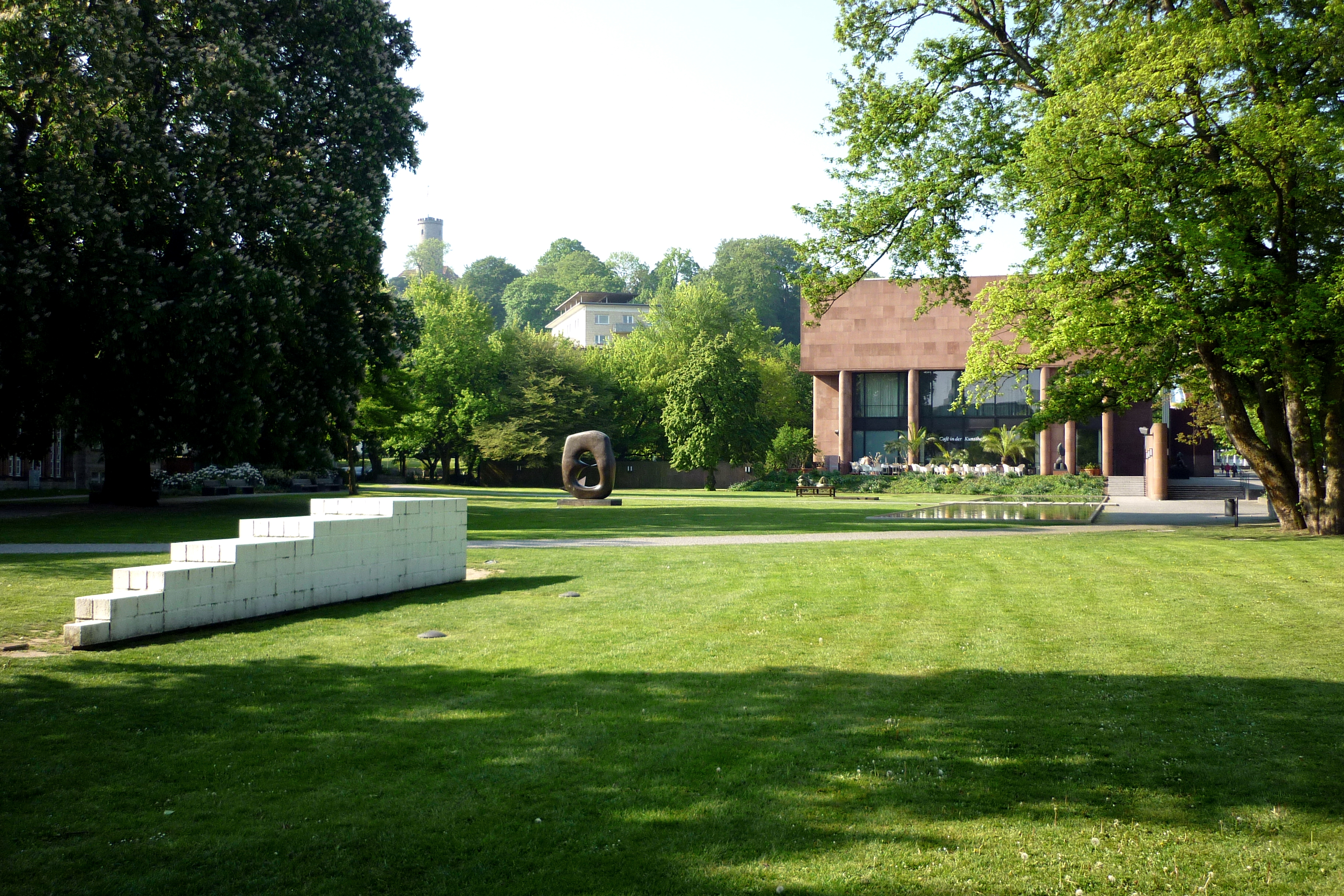
Jardí d'escultura amb escultures per Sol LeWitt i Henry Moore

El museu està situat a l'extrem sud-oest del nucli antic de Bielefeld. Va ser construït el 1968 per l'arquitecte nord-americà Philip Johnson segons l'Estil Internacional que ell havia fundat, i és el seu únic edifici museístic a Europa. Johnson havia estat convidat pel director del museu Joachim Wolfgang von Moltke i Rudolf August Oetker el 1966. El 1994, Frank O. Gehry va proposar una ampliació de l'edifici existent; mai es va realitzar. El museu va ser reformat el 2002.
De forma cúbica i amb un nivell de terra quadrat, té tres plantes sobre rasant, dues a sota, i una superfície d'exposició total de 1200 m². La façana és de gres vermell.

## Disputa de noms
Quan es va concedir l'edifici, Rudolf Oetker va expressar el seu desig que fos anomenat Richard-Kaselowsky-Haus. Kaselowsky va ser una figura controvertida a Bielefeld a causa del seu passat nazi, inclosa la pertinença no només al NSDAP, sinó també al Freundeskreis der Wirtschaft. Això va conduir a un debat a Bielefeld, coincidint amb la inquietud social general del 1968 i convertint-se en un tema important. El compositor Hans Werner Henze va cancel·lar el concert de piano que havia escrit per a la inauguració i el ministre-president de Rin del Nord-Westfàlia, Heinz Kühn, es va excusar de la cerimònia juntament amb dos ministres federals. Això va provocar que l'esdeveniment, amb 1.200 convidats, quedés completament cancel·lat, però l'ajuntament es va mantenir en la seva elecció de nom. L'obertura "silenciosa" del 27 de setembre de 1968 va anar acompanyada de protestes. Un monument commemoratiu a Kaselowsky, que el commemorava com a víctima del pesat bombardeig aeri del setembre de 1944, roman al vestíbul d'entrada fins avui.
En els anys següents, la Kunsthalle va deixar d'utilitzar la controvertida part del seu nom en públic. La discussió es va reactivar el 1998 quan l'aleshores director, Thomas Kellein, va intentar reforçar els vincles amb els Oetkers i va ressuscitar el nom Kaselowsky. Després que fracassés l'intent d'arribar a una solució controvertida, l'ajuntament va canviar el nom per simplement Kunsthalle Bielefeld, amb el qual Rudolf Oetker va donar per acabat el seu suport i va retirar totes les obres que havia prestat a la col·lecció.

## Gestió
L'actual director de la Kunsthalle és Friedrich Meschede (des del 2011). Entre els exdirectors hi ha Thomas Kellein (1996-2011), Ulrich Weisner (1974-1996), Joachim Wolfgang von Moltke (1961-1974) i Gustav Vriesen (1954-1961).